# Hiéroglyphe égyptien M37
La botte de tiges de lin, en hiéroglyphes égyptiens, est classifiée dans la  section M « Arbres et plantes » de la liste de Gardiner ; cet hiéroglyphe y est noté M37.

## Représentation
Il représente une botte de tiges de lin (Linum usitatissimum) sans capsules. Il est translittéré ḏr.

## Utilisation
| M36 |

| M36 |

C'est un phonogramme bilitère de valeur ḏr.
| M38 |

| M38 |